# Eva Strömberg Krantz
Eva Strömberg Krantz, född 21 december 1939, är en svensk översättare, författare och docent i Gamla testamentets exegetik. Hon har översatt texter från engelska, grekiska, hebreiska, latin, tjeckiska och tyska.
Strömberg Krantz gick ut från Väggaskolans latinlinje 1958. Därefter studerade först latin och grekiska vid Lunds universitet, och sedan historia och teologi, i syfte att lära sig hebreiska. Hon var en av översättarna som arbetade med utformningen av Bibel 2000. Hon deltog därigenom i den statliga Bibelkommissionen från och med 1982. I arbetet fokuserade hon på att tyda uråldriga handskrifter på hebreiska och klassisk grekiska. Under översättningsarbetet samarbetade hon med Gun-Britt Sundström som sin stilist. Efter arbetet med Bibel 2000 deltog hon med 14 andra översättare i arbetet med en nyöversättning av Dödahavsrullarna till svenska. Specifikt arbetade hon med översättningen av Krigsrullen. Strömberg Krantz utsågs också till stilistisk samordnare för projektet. Strömberg Krantz publicerade 2010 En ande som hör jorden till, en biografi över författaren och antinazisten Amelie Posse. Samma år tilldelades hon Samfundet De Nios särskilda pris. Hon har skrivit uppsatser om tjeckiska författare samt översatt tjeckiska dikter, varav flera översättningar av Emil Juliš som sedan publicerats i Lyrikvännen.

## Utmärkelser
- 2010 – Samfundet De Nios Särskilda pris